# Winkelzahnmolche
Die Winkelzahnmolche (Hynobiidae), auch Asiatische Landsalamander genannt, sind eine recht urtümliche Familie der Schwanzlurche, deren nächste rezente Verwandte die Riesensalamander sind. Diese auch als „Niedere Schwanzlurche“ zusammengefasste Überfamilie Cryptobranchoidea unterscheidet sich in Merkmalen des Knochenbaus, der Muskulatur sowie in der Fortpflanzungsbiologie von anderen Schwanzlurchen. Namensgebend ist die Tatsache, dass unter anderem bei der Gattung Hynobius die Gaumenzähne am Munddach eine M-förmige Figur bilden.

## Merkmale
Die meisten Winkelzahnmolcharten sind klein und werden nicht einmal zehn Zentimeter lang. Ranodon sibiricus, die größte Art, wird maximal 25 cm lang. Im Unterkiefer sind Präarticulare und Angulare voneinander getrennte Knochen, im Oberkiefer sind Maxillare und Prämaxillare vorhanden. Adulte Tiere haben weder Kiemen noch Kiemenschlitze. Ihre Augenlider sind beweglich. Die Lungen sind für gewöhnlich gut entwickelt, fehlen aber bei Onychodactylus.

## Verbreitung
Die Familie hat ein ostpaläarktisches Verbreitungsgebiet, das vor allem Sibirien vom Ural bis Sachalin und der Halbinsel Kamtschatka umfasst. Außerdem kommen die Tiere in einem großen Teil der Mandschurei, in Mittelchina zwischen Gelbem Fluss und Jangtsekiang, in einem kleinen Gebiet im Nordwesten von Xinjiang, auf Taiwan, in Korea und Japan, im Nordwesten Afghanistans und an der südlichen, iranischen Küste des Kaspischen Meeres vor. Die meisten Arten leben nördlich von 40° N. Als einzige Art erreicht der Sibirische Winkelzahnmolch (Salamandrella keyserlingii) auch den europäischen Teil Russlands.

## Lebensweise
Abgesehen von der Fortpflanzungszeit, die die Tiere in Teichen, Tümpeln und Bächen verbringen, leben die meisten Winkelzahnmolcharten terrestrisch und leben überwiegend in feuchten Habitaten (oft im Bergland).
Das Weibchen gibt gallertige „Laichsäcke“ ab, die vom Männchen äußerlich befruchtet und bei manchen Arten anschließend auch bewacht werden. Im Gegensatz zu den Riesensalamandern durchlaufen Winkelzahnmolche die komplette aquatile Larvenentwicklung mit dem Abschluss einer Metamorphose zu kiemenlosen, erwachsenen Landsalamandern.

## Taxonomie

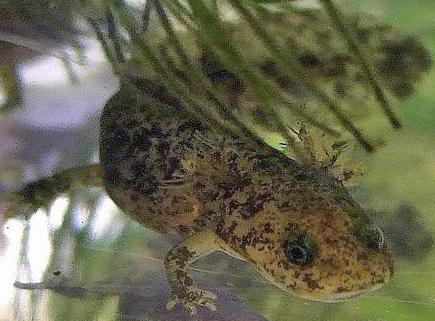
Larve von Hynobius kimurae im Wasser

Die Familie wird gegenwärtig in zwei Unterfamilien und neun Gattungen mit 90 Arten unterteilt.
Stand: 14. April 2022
- Unterfamilie Hynobiinae
  - Gattung Batrachuperus – Asiatische Gebirgsmolche (mit 7 Arten)
  - Gattung Hynobius (mit 58 Arten)
  - Gattung Liua (mit 2 Arten)
  - Gattung Pachyhynobius (mit 1 Art)
  - Gattung Paradactylodon (mit 2 Arten)
  - Gattung Pseudohynobius (mit 6 Arten)
  - Gattung Ranodon – Froschzahnmolche (mit 1 Art)
  - Gattung Salamandrella (mit 2 Arten)
- Unterfamilie Onychodactylinae
  - Gattung Onychodactylus (mit 11 Arten)